# Serie Mundial de Fútbol
La Serie Mundial de Fútbol, o simplemente Serie Mundial, era un torneo mundial donde se disputaban 2 partidos de fútbol internacionales celebrados en Estados Unidos organizado por la Major League Soccer, para la aleación de sus equipos de Fútbol.

## Historia
Al principio, el nombre Serie Mundial de Fútbol era usado para una serie de partidos organizadas por la Federación de Fútbol de los Estados Unidos (USSF por sus siglas en inglés) entre 1991 y 1994. En el 2005, la USSF retomó el nombre para organizar partidos Internacionales de fútbol entre los equipos de la MLS y algunos equipos de fútbol del mundo como lo son Real Madrid, FC Barcelona, Chelsea FC, AC Milan, Tigres, Club América entre otros.

## Formato
Todos contra todos y el equipo que sumara más puntos era el campeón y el que le seguía en  cuestión de púntaje era el subcampeón.

## Torneos
| Año               | Campeón      | Subcampeón  |
| ----------------- | ------------ | ----------- |
| 2005 Edición 2005 | Chelsea      | AC Milan    |
| 2006 Edición 2006 | Club América | Real Madrid |
| 2007 Edición 2007 | Tigres UANL  | Chelsea     |

## Resultados

### Por club
| Club         | Campeonatos (años) | Subcampeonatos (años) |
| ------------ | ------------------ | --------------------- |
| Chelsea      | 1 (2005)           | 1 (2007)              |
| Tigres       | 1 (2007)           | 0                     |
| Club América | 1 (2006)           | 0                     |
| AC Milan     | 0                  | 1 (2005)              |
| Real Madrid  | 0                  | 1 (2006)              |

### Por país
| País       | Campeonatos (años) | Subcampeonatos (años) |
| ---------- | ------------------ | --------------------- |
| México     | 2 (2006, 2007)     | 0                     |
| Inglaterra | 1 (2005)           | 1 (2007)              |
| Italia     | 0                  | 1 (2005)              |
| España     | 0                  | 1 (2006)              |

## Participaciones
| Participaciones | Equipo                  |
| --------------- | ----------------------- |
| 2               | Tigres                  |
| 2               | Chelsea                 |
| 2               | DC United               |
| 2               | Chicago Fire            |
| 2               | Los Ángeles Galaxy      |
| 1               | Real Salt Lake          |
| 1               | New York Red Bulls      |
| 1               | Columbus Crew           |
| 1               | Chivas USA              |
| 1               | FC Dallas               |
| 1               | Chicago Fire            |
| 1               | Real Madrid             |
| 1               | FC Barcelona            |
| 1               | Club América            |
| 1               | Necaxa                  |
| 1               | AC Milan                |
| 1               | Everton FC              |
| 1               | Celtic FC               |
| 1               | Suwon Samsung Bluewings |